# Schlacht von Roncesvalles

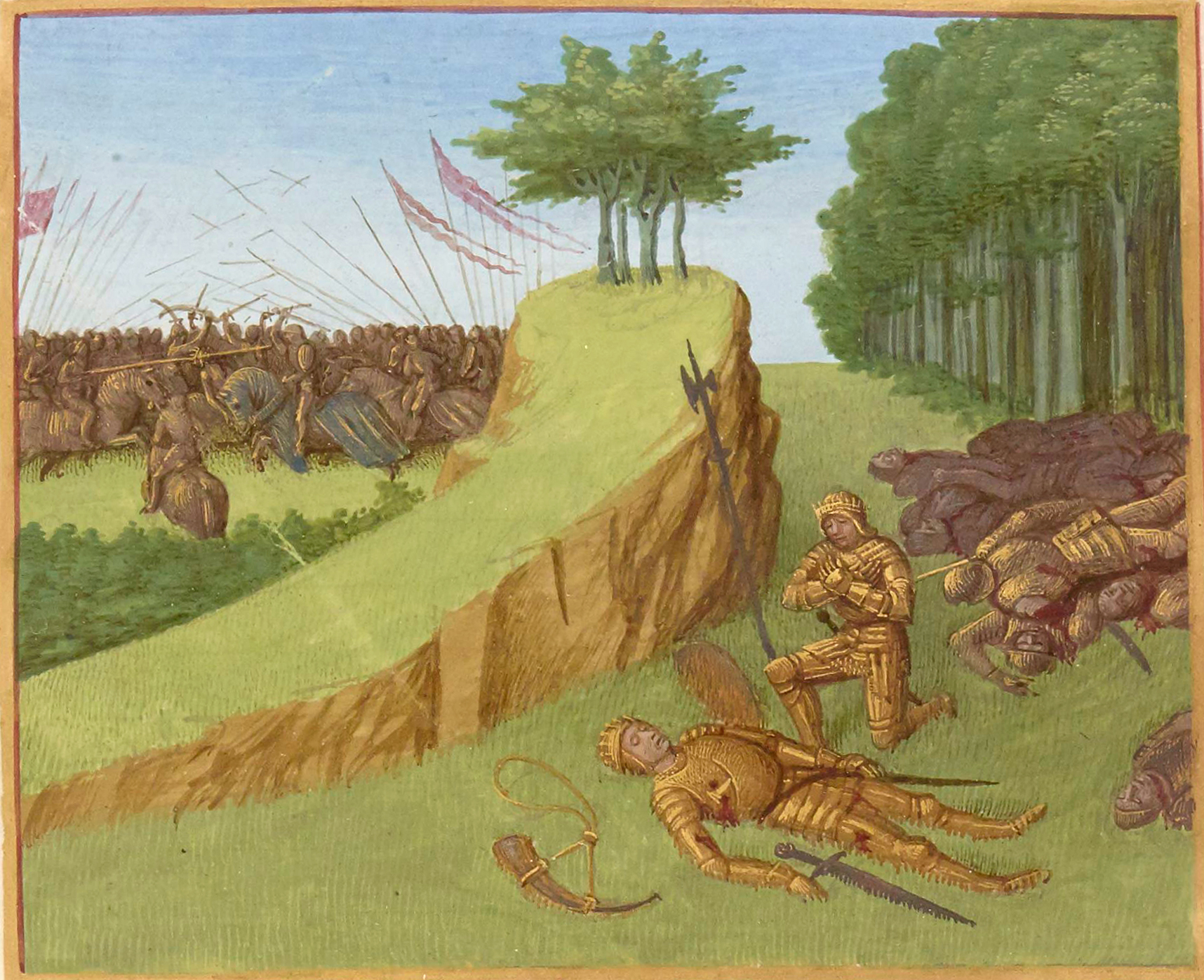
Tod Rolands, Gemälde aus dem 15. Jahrhundert

Die Schlacht von Roncesvalles war ein Überfall der einheimischen baskischen Bevölkerung auf die Nachhut eines fränkischen Heeres unter Karl dem Großen am 15. August 778.
Er fand nahe dem baskischen Dorfe Roncesvalles (baskisch Orreaga, französisch Roncevaux) statt. Sie war eine wesentliche Inspiration für die spätere Rolandssage.

## Vorgeschichte
Die islamischen Statthalter im Norden der Iberischen Halbinsel entschieden nach Streitigkeiten mit dem Emir Abd ar-Rahman I. von Córdoba (regierte 756–788), sich unabhängig zu machen, jeder in seiner Provinz. Da sie aber fürchteten, der Macht des Emirs nicht widerstehen zu können, suchten sie nördlich der Pyrenäen, bei den Franken, um Hilfe nach.
Im Jahr 777, während Karl der Große sich noch im Krieg gegen die Sachsen befand, trafen ein Abgesandter der abtrünnigen Gouverneure, Suleiman ibn al-Arabi, Statthalter von Barcelona, Husayn, Statthalter von Saragossa, und Abu Taur, Statthalter von Huesca, in Karls Feldlager ein, um sich der Hilfe der Franken gegen den Emir von Córdoba zu versichern. Karl erkannte sofort die Möglichkeit, seinen Machtbereich auszudehnen, und sagte zu.

## Der Sarazenenfeldzug

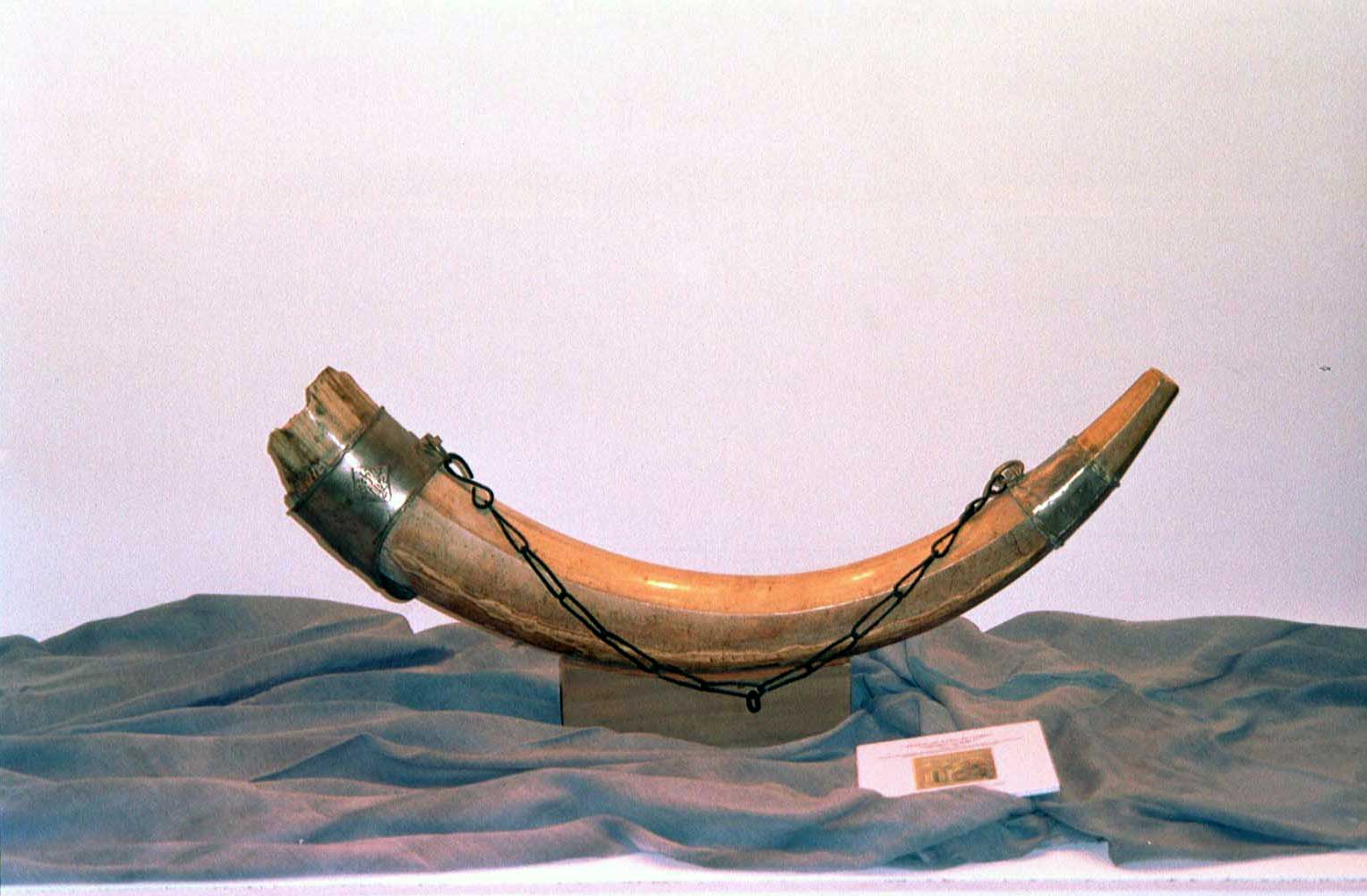
Rolands Horn im Museum der Kathedrale von Santiago de Compostela

Im Frühjahr 778 fielen zwei christliche Armeen in das maurisch kontrollierte Spanien ein. Die größere der beiden, bestehend aus Soldaten aus Neustrien und Sachsen, stand unter dem Oberbefehl Karls. Sie versammelte sich in der Nähe von Agen und überquerte die Pyrenäen bei Saint-Jean-Pied-de-Port. Pamplona, Jaca und Huesca öffneten ihre Tore, der Ebro wurde überquert, und das Heer lagerte schließlich vor den Mauern Saragossas. Die kleinere Armee, deren Soldaten aus Austrasien, Burgund, Italien, der Provence, Septimanien und Bayern kamen, überquerte die Pyrenäen im Osten, fiel in Katalonien ein und traf mit dem größeren Heerzug vor Saragossa zusammen.
Suleiman ibn al-Arabi ließ die Franken nun jedoch nicht in seine Stadt – die abtrünnigen Statthalter begannen angesichts der christlichen Invasion ihre Entscheidung zu bereuen, zumal Karl auch in den ihm zugefallenen Städten eigene fränkische und christliche Statthalter einsetzte. Karl wiederum war nicht auf eine Belagerung vorbereitet, weder mit Material noch mit Verpflegung. Auch eine Ernährung der Soldaten aus dem wenig fruchtbaren Umland kam nicht in Frage, so dass Karl nur noch der Rückzug blieb. Während dieses Rückzugs überfiel er Pamplona, ließ es durch seine Truppen plündern und zerstörte die Stadtmauern, damit sich diese Stadt nicht gegen ihn erheben könne. Damit machte er sich die Basken zum Feind.

## Roncesvalles
Am 15. August überquerte sein Heer die Pyrenäen am Col de Roncevaux. In dieser engen Passage, zwischen den hohen Bergen eingeschlossen, war das fränkische Heer gezwungen, in einer langen und damit verwundbaren Reihe mit nur jeweils wenigen Männern nebeneinander zu marschieren. Die baskische Bevölkerung des Landes, deutlich in der Unterzahl, wartete nur auf die passende Gelegenheit zu einem Überfall.
Mit leichter Bewaffnung und an die Bewegung in dem steilen und felsigen Gelände gewöhnt, ließen sie den Hauptteil der Armee passieren, um sich dann auf die Nachhut zu stürzen. Die Franken, auf ihren Pferden und mit ihren langen Lanzen kaum beweglich, wurden völlig überrascht.
Die Nachhut wurde vom übrigen Heer abgeschnitten und mitsamt dem Tross in den Hintergrund des Tales gedrängt. Ein verzweifelter Kampf brach aus, bei dem die fränkischen Soldaten bis auf den letzten Mann niedergemacht wurden. Die Basken plünderten den Tross und zogen sich eilends in die Berge zurück. Die Hauptarmee machte zwar umgehend kehrt, kam aber zu spät auf dem Schlachtfeld an.
Unter den Opfern befanden sich hohe Würdenträger des fränkischen Hofes: Karls Hausmeier Egilhard, Pfalzgraf Anselm (Robertiner) sowie der Statthalter der Bretonischen Mark, der Graf Roland.

## Von Roncesvalles zur Rolandssage

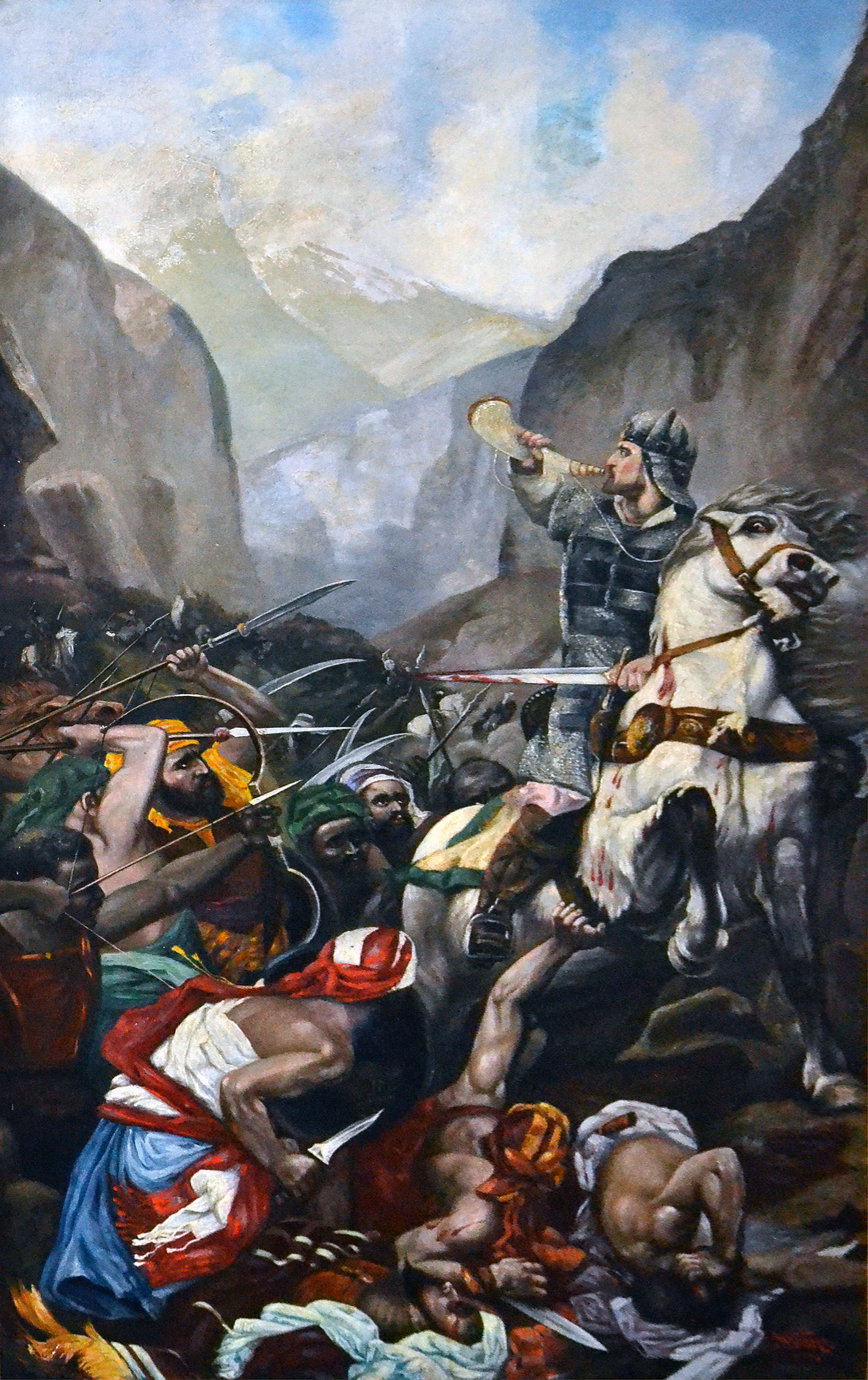
Roland bläst seinen Olifant, um inmitten der Schlacht von Roncesvalles Hilfe herbeizurufen

In den folgenden Jahrhunderten wurde Roland zum populärsten Helden Frankreichs. In der Erinnerung des Volkes wurde das Massaker von Roncesvalles zu einer gigantischen Schlacht – dies in einer Zeit, als die christlichen Ritter des Westens sich auf den Kreuzzug zur Befreiung des Heiligen Landes begaben. Karls Expedition gegen die muslimischen Herrscher Spaniens wurde zu einem vorgezogenen Kreuzzug stilisiert – und Roland wie selbstverständlich ein christlicher Märtyrer.
In der Schlacht von Hastings 1066 sangen die Normannen ein Lied, das die Geschichte Rolands feierte. Am Ende des 11. Jahrhunderts kam ein Epos in romanischer Sprache auf, das Chanson de Roland, das Rolandslied, das heute zu den Meisterwerken epischer Dichtung des Mittelalters gerechnet wird.